# Matyazewal Gezaghne
Matyazewal Gezaghne – etiopski piłkarz grający na pozycji obrońcy. W swojej karierze grał w reprezentacji Etiopii.

## Kariera reprezentacyjna
W 1970 roku Gezaghne został powołany do reprezentacji Etiopii na Puchar Narodów Afryki 1970. Zagrał w nim w dwóch meczach grupowych: z Kamerunem (2:3) i z Wybrzeżem Kości Słoniowej (1:6).
W 1976 roku Gezaghne powołano do kadry na Puchar Narodów Afryki 1976. Wystąpił na nim w trzech meczach grupowych: z Ugandą (2:0), z Gwineą (1:2) i z Egiptem (1:1).